# أندرو هوكينز
أندرو هوكينز (16 يونيو 1967 في المملكة المتحدة - ) (بالإنجليزية: Andrew Hawkins)‏ هو لاعب كريكت بريطاني. لعب مع نادي مقاطعة ستافوردشاير للكريكت ‏.

## وصلات خارجية
- أندرو هوكينز على موقع إي آس بي آن كريك إنفو (الإنجليزية)